# Soenario
Soenario Sastrowardoyo, né le 28 août 1902 à Madiun et mort le 18 mai 1997 à Jakarta, est un homme politique et diplomate indonésien, ministre des Affaires étrangères, de 1953 à 1955, sous le Premier ministre Ali Sastroamidjojo,. Sa petite-nièce, Dian Sastrowardoyo, est actrice et mannequin.